# Mercer (Dakota del Norte)
Mercer es una ciudad ubicada en el condado de McLean en el estado estadounidense de Dakota del Norte. En el censo de 2010 tenía una población de 94 habitantes y una densidad poblacional de 161,3 personas por km².

## Geografía
Mercer se encuentra ubicada en las coordenadas 47°29′26″N 100°42′39″O / 47.49056, -100.71083. Según la Oficina del Censo de los Estados Unidos, Mercer tiene una superficie total de 0.58 km², de la cual 0.57 km² corresponden a tierra firme y (2.67%) 0.02 km² es agua.

## Demografía
Según el censo de 2010, había 94 personas residiendo en Mercer. La densidad de población era de 161,3 hab./km². De los 94 habitantes, Mercer estaba compuesto por el 97.87% blancos, el 0% eran afroamericanos, el 0% eran amerindios, el 1.06% eran asiáticos, el 0% eran isleños del Pacífico, el 0% eran de otras razas y el 1.06% pertenecían a dos o más razas. Del total de la población el 0% eran hispanos o latinos de cualquier raza.